# 로도귄
《로도귄》(Rodogune)은 프랑스의 극작가 피에르 코르네유의 희곡이다. 1644년 처음 공연되었으며 1647년 출판되었다.
시리아의 여왕 클레오파트르는 남편이 죽자 남편의 동생과 결혼한다. 그러나 남편인 데메트리우스는 적국의 포로로 살아있었고, 배신감을 느껴 적국의 공주와 정략 결혼을 약속한다. 클레오파트르는 남편이 나라로 돌아오기 전 선수를 쳐서 그를 죽이고 공주를 포로로 삼는다. 그러나 여왕의 아들이자 왕자인 쌍둥이 셀레우쿠스와 안티오쿠스는 로도귄에게 반하게 된다. 서로를 증오하는 여왕과 공주 사이에서 그녀들의 분노를 잠재우려는 두 사람의 고뇌가 시작된다.

## 배경
시리아의 여왕인 클레오파트르는 남편 데메트리우스가 전쟁에서 사망했다는 소식을 듣고 국정을 안정시키기 위해 남편의 동생인 안티오쿠스와 결혼한다. 하지만 사실 데메트리우스는 적국의 포로가 되어 살아 있었다. 그는 아내의 결혼 소식을 듣고 분노에 빠져 그 나라의 공주 로도귄과 결혼하여 다시 시리아로 돌아오기로 마음먹는다. 결국 그녀는 데메트리우스가 자신을 끌어내리기 전에 먼저 적국으로 쳐들어가 그를 죽이고 전쟁에 승리해 공주 로도귄을 포로로 사로잡는다. 하지만 클레오파트르의 두 쌍둥이 아들인 왕자 셀레우쿠스와 안티오쿠스는 동시에 로도귄에게 반하고 만다. 왕위와 로도귄을 동시에 얻는 쪽이 누구인지는 아무도 알 수 없지만, 여왕과 공주는 두 사람 모두에게 서로를 죽여야 원하는 것을 얻게 될 것이라고 요구한다.
셀레우쿠스에게 왕위를 양보받은 안티오쿠스는 로도귄과 어머니의 분노를 잠재우고 그녀들을 설득하기 위해 노력한다. 하지만 클레오파트르는 모든 것을 용서한 척하면서 몰래 셀레우쿠스를 살해하고, 로도귄과 안티오쿠스를 죽이려는 계략을 세운다.
피에르 코르네유의 희극 <<로도귄>>은 프랑스의 12음절 시 형식인 알렉상드랭으로 쓰였다.